# The Remains
The Remains (ibland något felaktigt omtalad som Barry and the Remains) var ett garagerockband från Boston, Massachusetts under mitten av 1960-talet. Bandet leddes av Barry Tashian. De är mest kända för att ha varit förband åt The Beatles på deras sista amerikaturné år 1966.
The Remains släppte tre singlar, "Why Do I Cry", "Diddy Wah Diddy" och "Don't Look Back", samt en självbetitlad LP för Epic Records 1966, utan att få ett större nationellt genombrott i USA. Gruppen har återförenats ett flertal gånger och spelade in ett nytt album 2002. 1972 togs låten "Don't Look Back" med på samlingsalbumet Nuggets: Original Artyfacts from the First Psychedelic Era, 1965–1968.

## Medlemmar
Nuvarande medlemmar
- Barry Tashian – gitarr, sång  (1964–1966, 1998–)
- Bill Briggs – keyboard, sång  (1964–1966, 1998–)
- Vern Miller – basgitarr, sång  (1964–1966, 1998–)

Tidigare medlemmar
- Rudolph "Chip" Damiani – trummor  (1964–1966, 1998–2014; död 2014)
- N.D. Smart – trummor  (1966)

## Diskografi
Album
- 1966 – The Remains
- 1984 – Live in Boston
- 1996 – A Session With The Remains
- 2002 – Movin' On

EPs
- 1967 – You Got A Hard Time Coming
- 2000 – I'm Talkin' 'Bout You

SInglar
- 1965 – "Why Do I Cry" / "My Babe"
- 1966 – "Diddy Wah Diddy" / "Once Before"
- 1966 – "Don't Look Back" / "Me Right Now"
- 2003 – "Don't Tell Me The Truth" / "Listen To Me"
- 2011 – "Let Me Through" / "Why Do I Cry"